# Aline Villares Reis
Aline Villares Reis (Aguaí, São Paulo, Brasil; 15 de abril de 1989) es una futbolista y entrenadora brasileña. Juega de guardameta en el Al-Hilal Saudi Football Club de la Saudi Women's Premier League.
Como futbolista, jugaba de guardameta y fue internacional absoluta con la selección de Brasil.

## Trayectoria

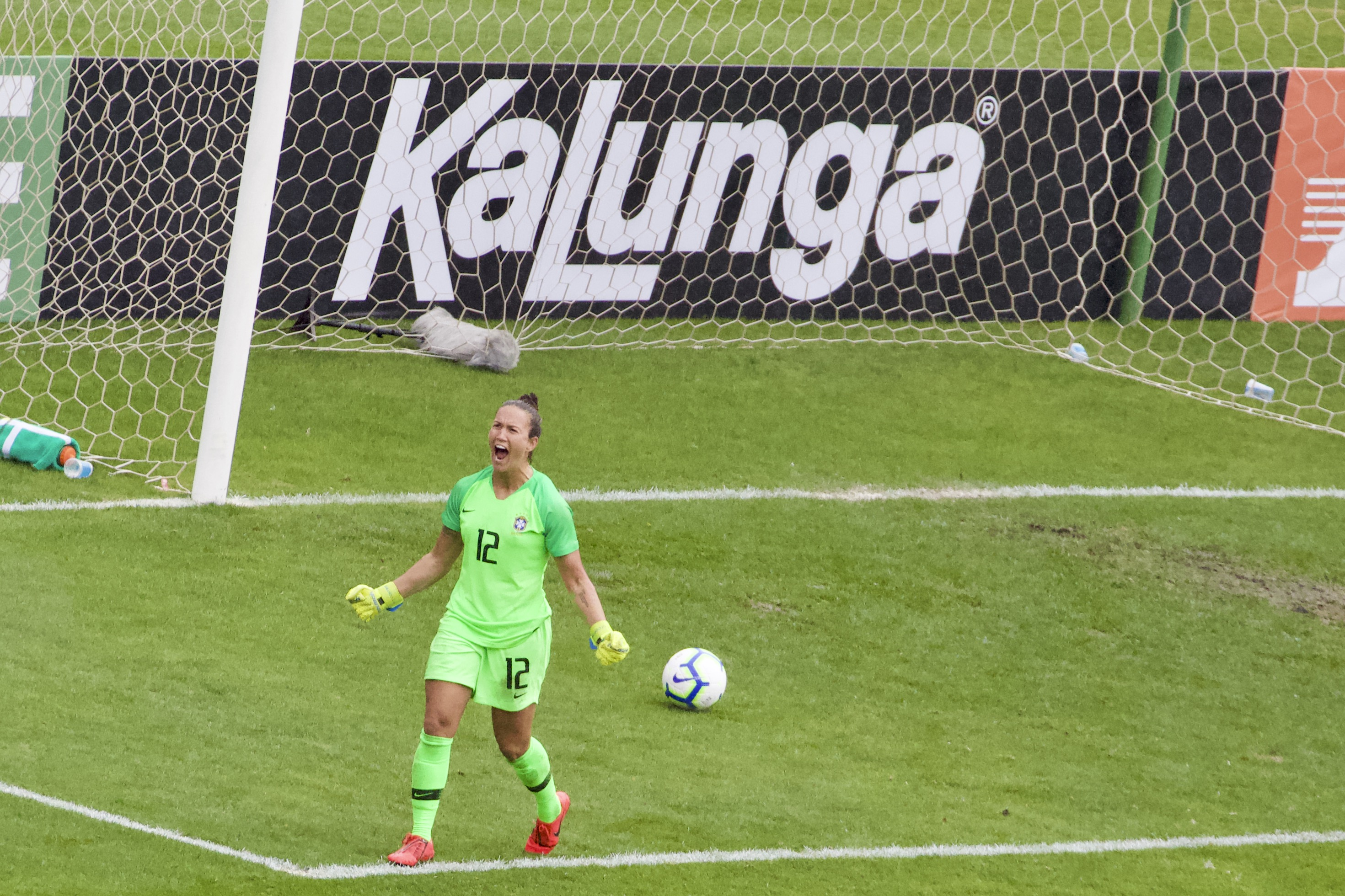
Aline Villares Reis en el torneo internacional de Sao Paulo 2019.

Comenzó su carrera en las inferiores del Guarani FC y en 2008 a los 18 años se mudó a Orlando, Florida, donde jugó fútbol universitario durante cuatro temporadas para los UCF Knights de la Universidad de Florida Central. Luego de graduarse jugó por un año en el Seinäjoen Mimmiliiga finés. Al año siguiente regresó a Orlando para ser la entrenadora del UCF hasta el 2016.
En 2016 fichó por el Ferroviária de Brasil. 
El 21 de mayo de 2018 fichó en el UDG Tenerife español.
Anunció su retiro en febrero de 2022, comenzando así su carrera como entrenadora.
De cara a la temporada 2023-24, la portera regresó al UDG Tenerife como jugadora.
En septiembre de 2024, se anunció su incorporación al Al-Hilal Saudi Football Club de la Saudi Women's Premier League.

## Selección nacional
Debutó por la selección de Brasil en los Juegos Olímpicos de Verano de 2016 en Río, cuando jugó los 90 minutos en el empate 0-0 ante Sudáfrica.
Fue seleccionada para jugar la Copa Mundial Femenina de 2019 en Francia.

## Clubes

### Como jugadora
| Club                                | País           | Año           |
| ----------------------------------- | -------------- | ------------- |
| Guarani FC                          | Brasil         | -2007         |
| UCF Knights (Universitario)         | Estados Unidos | 2008-2011     |
| Seinäjoen Mimmiliiga                | Finlandia      | 2012          |
| Ferroviária                         | Brasil         | 2016          |
| Győri ETO                           | Hungría        | 2017          |
| Unión Deportiva Granadilla Tenerife | España         | 2018-2022     |
| Unión Deportiva Granadilla Tenerife | España         | 2023-2024     |
| Al-Hilal                            | Arabia Saudita | 2024-presente |

### Como entrenadora de arqueros
| Club          | País           | Año       |
| ------------- | -------------- | --------- |
| UCF Knights   | Estados Unidos | 2013-2016 |
| Orlando Pride | Estados Unidos | 2022-2023 |